# Tunding

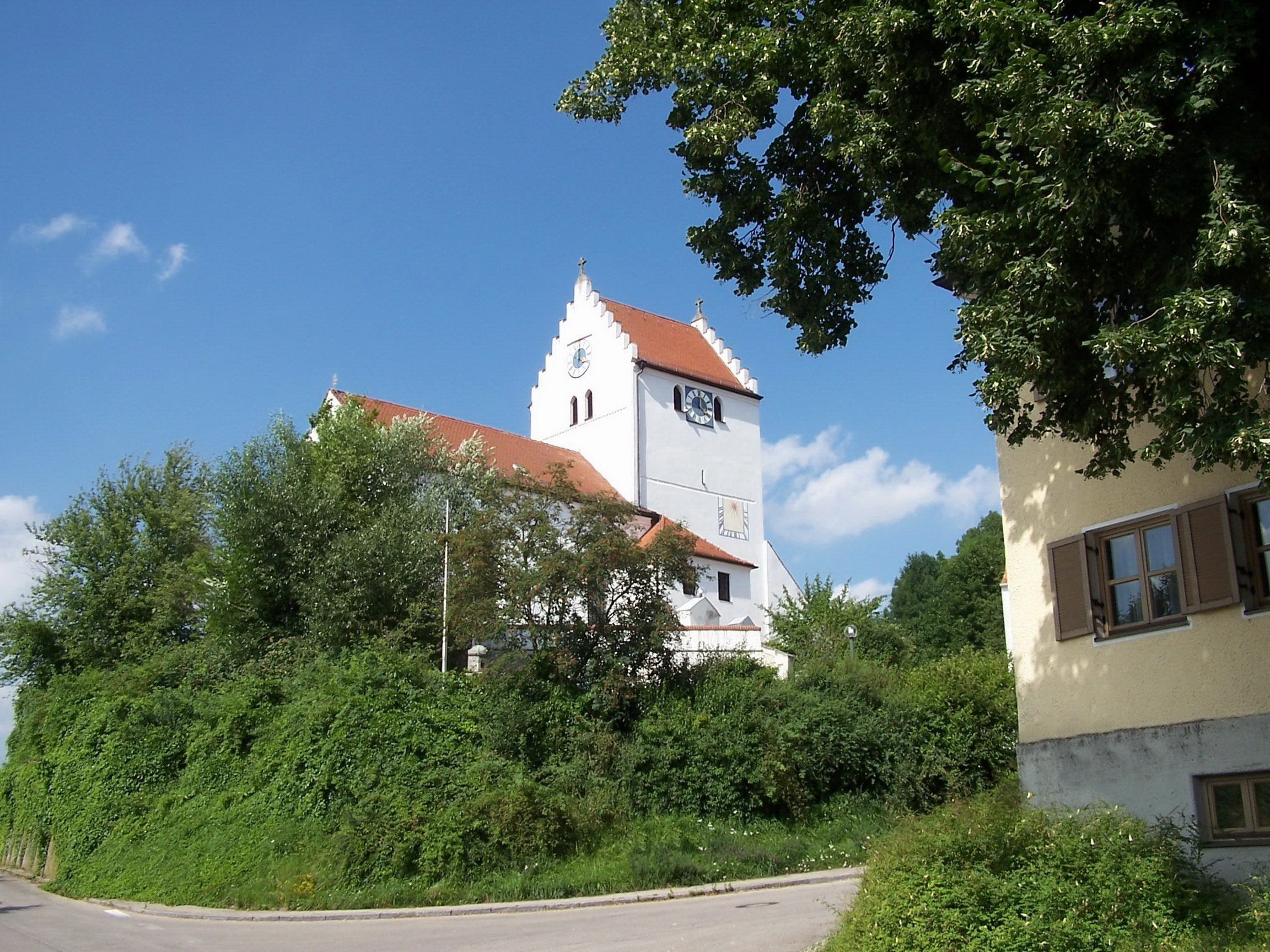
Pfarrkirche St. Katharina in Obertunding

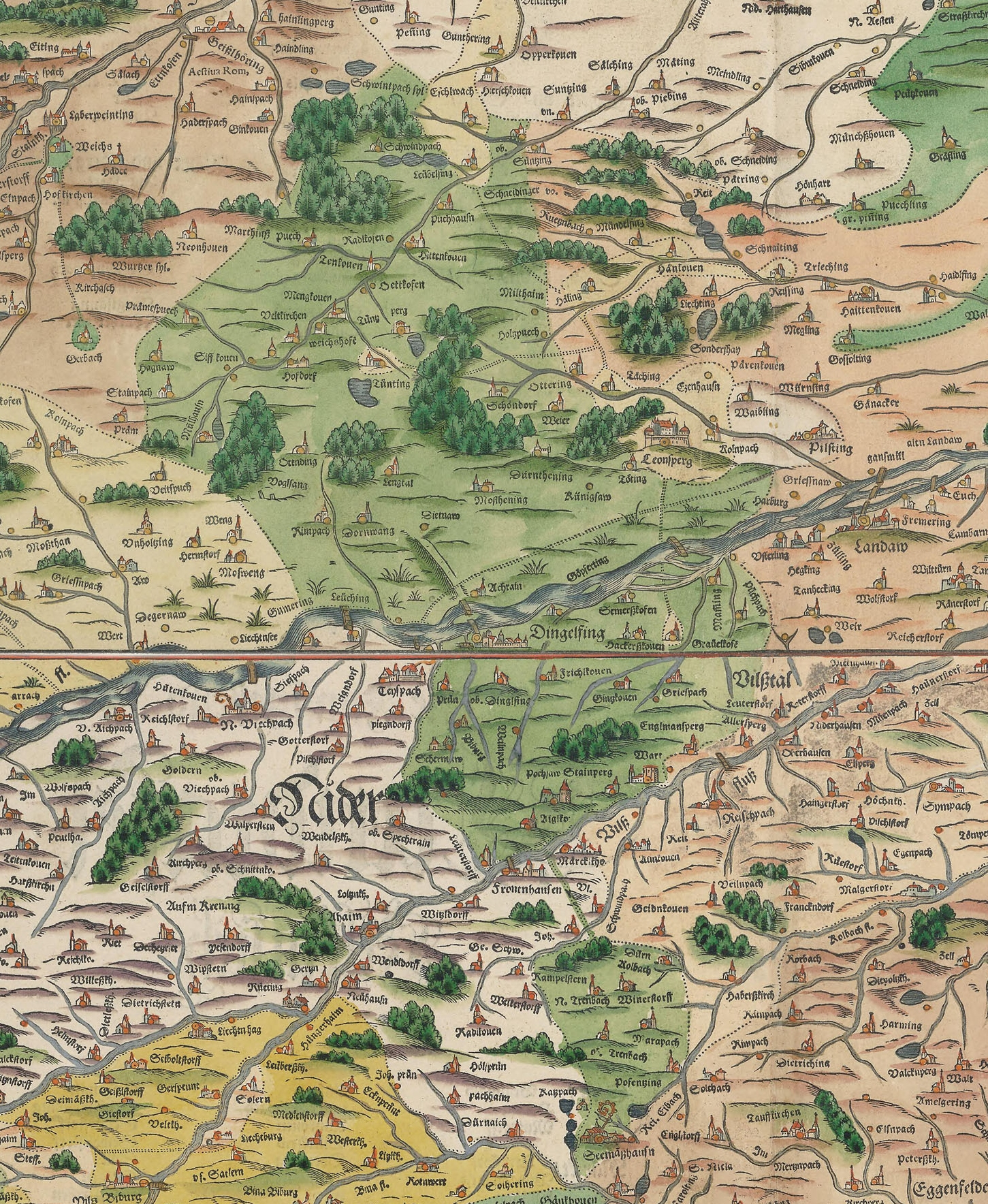
Tünting auf der Karte von Apian (1568)

Die ehemalige Gemeinde Tunding gehört seit dem 1. Januar 1971 zur Gemeinde Mengkofen.

## Geographie
Tunding liegt im nördlichen Teil des Landkreises Dingolfing-Landau im tertiären Hügelland. In einem rechten Seitental der Aiterach ist es von mäßigen Hügeln umschlossen, nur nach Westen offen. In der Talsohle fließt der Schwedenbach, im Volksmund der „Schwebach“ genannt, der zwischen Mengkofen und Ettenkofen in die Aiterach mündet.
Die Gemeinde umfasste fünf Ortsteile. Das Pfarrdorf Obertunding war Sitz der Gemeinde und ist Sitz der seit 1772 bestehenden römisch-katholischen Pfarrei Tunding, und mit 255 Einwohnern der weitaus größte Ortsteil. Das Dorf Niedertunding, früher nur ein Weiler, hatte 44 Einwohner, und der Einödhof Neukreit 3 Einwohner (Stand der Volkszählung vom 25. Mai 1987). Das Dorf Oberwackerstall (51 Einwohner) und der Weiler Unterwackerstall (21 Einwohner) gehörten früher zur damaligen Gemeinde Puchhausen. Der entsprechende Gebietsteil mit gut 130 Hektar Fläche, vermutlich eine südliche Exklave von Puchhausen, wurde am 1. Juli 1931 nach Tunding umgegliedert und erweiterte das Gemeindegebiet nach Osten hin. Ein sechster Ortsteil Pfarrholz, für einen Einödhof im Süden des ehemaligen Gemeindegebiets, wurde erst nach Auflösung der Gemeinde amtlich benannt. Einen Ort namens Tunding gibt es nicht, umgangssprachlich wird jedoch Obertunding als Tunding bezeichnet.
Die Pfarrkirche St. Katharina befindet sich in Obertunding. Die römisch-katholische Pfarrei Tunding umfasste bis zur Dekanatsreform 2000 neben dem früheren Gemeindegebiet von Tunding auch die ehemalige Gemeinde Lengthal, die seit dem 1. Mai 1978 zu Moosthenning gehört.
Untypisch für eine ehemalige Gemeinde, bildet Tunding keine eigene Gemarkung, sondern gehört zur Gemarkung Tunzenberg.

## Geschichte
Nach dem Steuerbuch des Jahres 1434 gehöre Tunding zur Obmannschaft Moosthenning im Amt Lengthal.
Die im 18. Jahrhundert bestehende Obmannschaft Tunding umfasste neben dem Pfarrdorf Obertunding (26 Anwesen) auch das zwölf Kilometer entfernt liegende Dorf Graflkofen (3 Anwesen, heute Gemeinde Mamming). Niedertunding (7 Anwesen) dagegen gehörte zur Obmannschaft Moosthenning und Thürnthenning.